# Jules Louis Bolé de Chamlay
Pour les articles homonymes, voir Bolé.
Jules-Louis Bolé de Chamlay (1650-1719) est un homme de guerre et diplomate français de Louis XIV.

## Biographie
Issu de la noblesse de robe, Chamlay était le fils d'Alexandre Simon Bolé (1607-1673), procureur au Parlement, anobli sous la Fronde. Il fit de solides études classiques, puis commença sa carrière lors de la guerre de Hollande, qui dura de 1672 à 1678. Il eut alors le titre de maréchal général des logis aux camps et armées du roi.
Son ascension fut fulgurante, puisqu'en quelques années il réussit à se faire apprécier des principaux généraux de son époque (Condé, Turenne) et à s'imposer comme l'un des principaux collaborateurs de Louvois. Chamlay était un homme d'étude et s'était attaché très vite à Louvois, à qui en 1668 il dédie sa thèse sur L'architecture militaire et les mouvements des corps céleste,. Il était également un homme de terrain justifiant très vite l'attribution de la charge qui lui avait été confiée à l'âge de vingt-deux ans. Dès avril 1672, le maréchal de Luxembourg écrivait de lui à Louvois :

« C'est le garçon le plus propre qu'on pourrait rencontrer pour faire sa charge, car c'est une carte vivante et il en fait une juste, de ce qu'il n'a vu qu'une fois. »

Bien que client de Louvois, il aurait réussi à inspirer de l'estime à Turenne qui aurait dit : « qu'il ne pouvait camper sans M. de Chamlay, mais que M. de Chamlay pouvoit camper sans lui ».

### Organisation militaire
Très apprécié et écouté du roi, il joua un grand rôle dans la définition de la « stratégie de cabinet ». Il devait jouer auprès du roi le rôle de chef d'état-major général. Les mémoires qu'il a rédigés pour la préparation des campagnes, conservés au Dépôt de la Guerre, représentent une masse considérable. Stratège à la pensée très rationnelle, il a joué un rôle décisif dans le Sac du Palatinat en 1688-1689 et dans la mise en place de la stratégie de cabinet. À la mort de Louvois, le ministère de la guerre lui fut offert, mais il eut la modestie de refuser pour le laisser à Barbezieux, fils de Louvois, sous les ordres duquel il continua à travailler.

### Diplomatie
Louis XIV lui confia également plusieurs missions diplomatiques, par exemple auprès de la cour de Bavière en 1680, pour le mariage du Grand Dauphin ou à Rome, en 1687-1688, lors de la querelle des Franchises. Chamlay semble avoir eu aussi un rôle important dans la création de la capitation de 1695. La Bruyère et Saint-Simon en parlent comme d'un homme supérieur dans la science militaire. Chamlay était également habile à apaiser sur le terrain les différends entre généraux. Il fut Grand-croix de l'Ordre royal et militaire de Saint-Louis.

### Descendance
Jules Louis Bolé, fils unique d'Alexandre Simon Bolé (mort en 1673) et donataire entre vifs de Marguerite Lemaçon, sa mère, hérita de la maison que son père avait acquise en 1669 à Paris, rue du Colombier (aujourd'hui rue Jacob).